# Andi Matichak
Andi Matichak, née le 3 mai 1994 à Framingham, Massachusetts, est une actrice et productrice américaine. Elle est surtout connue pour avoir été choisie pour tenir le rôle de la petite fille de Laurie Strode, incarnée par Jamie Lee Curtis, dans le film Halloween et ses suites.

## Filmographie

### Cinéma
- 2015 : Naomi and Ely's No Kiss List : Montana
- 2017 : Evol : Samantha
- 2018 : Replicate : Kayla Shepard
- 2018 : Halloween de David Gordon Green : Allyson Nelson
- 2021 : Foxhole de Jack Fessenden : Gale
- 2021 : The Son (Son) d'Ivan Kavanagh : Laura
- 2021 : Halloween Kills : Allyson Nelson
- 2022 : Halloween Ends : Allyson Nelson

### Télévision
- 2013 : 666 Park Avenue (Série TV) : Shannon
- 2014 : Making It: The Series (Série TV) : Maggie
- 2015 : Orange Is the New Black (Série TV) : Meadow
- 2016 : Underground (Série TV) : Miss Jubilee
- 2017 : Blue Bloods (Série TV) : Caroline
- 2017 : The Boonies (Série TV) : Holly

### Production
- 2014 : Making It: The Series
- 2018 : Bathroom Talk